# Pseudepipona cnemophila
Pseudepipona cnemophila är en stekelart. Pseudepipona cnemophila ingår i släktet Pseudepipona och familjen Eumenidae. Utöver nominatformen finns också underarten P. c. basilewskyi.